# Ньюмен, Эзра
Э́зра Те́одор (Тед) Нью́мен (в части источников — Ньюман, англ. Ezra Theodor Newman; 17 октября 1929 — 24 марта 2021) — американский физик, почётный профессор Питтсбургского университета. Труды в области общей теории относительности. Член Американского физического общества с 1972 года. Президент Международного общества общей теории относительности и гравитации в период 1986—1989 годов. Лауреат премии Эйнштейна от Американского физического общества (2011).

## Биография
Ньюмен родился в Бронксе (Нью-Йорк) в еврейской семье. Отец — стоматолог Дэвид Ньюмен, мать — Фанни Слуцки (Fannie Slutsky)), домохозяйка. С детства увлёкся наукой. После школы поступил в Нью-Йоркский университет для дальнейшего изучения физики. Получив степень бакалавра в 1951 году, Ньюмен отправился в Сиракузский университет, получив там степень доктора философии в 1956 году.
Далее Ньюмен преподавал в Питтсбургском университете (профессор физики с 1968 года). В эти же годы он был приглашённым профессором в Сиракузском университете (1960—1961) и в Королевском колледже Лондонского университета (1964—1965).
В 1962 году, совместно с Роджером Пенроузом, он опубликовал формализм Ньюмена-Пенроуза для работы со спинорными величинами в общей теории относительности. В следующем году он и его коллеги расширили решение уравнений Эйнштейн, полученное ранее Абрахамом Таубом. Он также обобщил метрику Керра, разработанная Роем Керром для учёта влияния на метрику заряженных тел; результат теперь получил название «решение Керра — Ньюмена».
В 1973 году он предложил оригинальную идею использования комплексных координат в теории относительности и ввёл понятие «комплексного пространства-времени».
Среди наиболее интересных его работ последнего времени — метод определения гравитационного поля в некоторой области, исходя из наблюдений за тем, как оптическое изображение искажается (линзируется) этим гравитационным полем.
В 2011 году Ньюмену была присуждена премия Эйнштейна от Американского физического общества «За выдающийся вклад в теорию относительности, включая формализм Ньюмена-Пенроуза, решение Керра — Ньюмена и слоение. За его интеллектуальную страсть, щедрость и честность, которые вдохновили и стали образцом для поколений релятивистов».

## Семья
20 апреля 1958 года Ньюмен женился на Салли Фаскоу (Sally Faskow). Их сын, Дэвид Э. Ньюмен, является в настоящее время профессором физики в Аляскинском университете в Фэрбанксе. Дочь, Дара Ньюмен — биолог.

## Основные труды
- Simonetta Frittelli, Thomas P. Kling, Ezra T. Newman. Image distortion from optical scalars in non perturbative gravitational lensing (англ.) // Physical Review D : journal. — 2000. — Vol. 63, no. 2. — doi:10.1103/PhysRevD.63.023007. — Bibcode: 2001PhRvD..63b3007F. — arXiv:gr-qc/0011108.
- Newman, E. T. Metric of a rotating charged mass (англ.) // J. Math. Phys. : journal. — 1965. — Vol. 6, no. 6. — P. 918. — doi:10.1063/1.1704351. — Bibcode: 1965JMP.....6..918N.
- Newman, E. T. An approach to gravitational radiation by a method of spin coefficients (англ.) // J. Math. Phys. : journal. — 1962. — Vol. 3, no. 3. — P. 566. — doi:10.1063/1.1724257. — Bibcode: 1962JMP.....3..566N.